# Robert Pensch
Robert Pensch (* 25. Mai 1881 in Laa an der Thaya; † 29. Mai 1940 in Wien) war ein österreichischer Komponist, Chorleiter, Musikpädagoge und Organist.

## Lebenslauf
Pensch begann seine musikalische Karriere als Sängerknabe zu St. Stephan. Später im Jahre 1900 absolvierte er die Lehrerbildungsanstalt in Krems an der Donau, Niederösterreich und wechselte nach Wien, wo er als Lehrer wirkte. Dort studierte er von 1900 bis 1902 am Konservatorium der Gesellschaft der Musikfreunde in Wien Harmonielehre und Kontrapunkt bei Robert Fuchs und Orgel bei  Joseph Vockner. Ab 1903 war er als Organist der Pfarre Lichtental (Wien IX) tätig. Daneben hatte er auch bis 1930 Funktionen als Chorleiter und Lehrer inne und war Vorstandsmitglied des Chormeisterverbandes im Ostmärkischen Sängerbund. Im Jahre 1935 wurde er zum Professor ernannt.
Pensch war Ehrenchormeister der MGV.e Döbling (Wien XIX) und Lichtenthal sowie des Sängerbundes Liedestreue (Wien XVI) und machte sich vor allem um das Chorwesen verdient.
Heute aber ist er hauptsächlich auf Grund seiner Blasmusik-Kompositionen und dem Marsch „Frisch Auf!“ bekannt. In seiner Geburtsstadt Laa an der Thaya fand 1928 ein großes Landesmusikfest der Kapellmeisterunion, die Vorgängerorganisation des „Niederösterreichischen Blasmusikverbandes“ statt. Robert Pensch komponierte dafür diesen bis heute bekannten und beliebten Marsch. Pensch war damit auch der erste Komponist, dessen Werk der Kliment-Verlag herausgab.
In seiner Geburtsstadt wurde die „Robert-Pensch-Gasse“ nach ihm benannt.

## Kompositionen
Messen, kleinere Kirchenmusik, Werke für Chor und Männerchor, Lieder, Kammermusik, Klaviermusik, Walzer und Märsche.

### Werke für Blasorchester
- Frisch auf (1er Schützen Marsch), Marsch
- Weekend, Marsch
- Vorbei, Trauermarsch

### Werke für Männerchor
- Was wir wollen!
- Morgenfeier für Männerchor mit Tenorsolo, Orchester und Orgel

## Bibliografie
- Wolfgang Suppan, Armin Suppan: Das Neue Lexikon des Blasmusikwesens, 4. Auflage, Blasmusikverlag Schulz GmbH, Freiburg-Tiengen 1994, ISBN 3-923058-07-1.
- Paul E. Bierley, William H. Rehrig: The heritage encyclopedia of band music : composers and their music, Westerville, Ohio: Integrity Press, 1991, ISBN 0-918048-08-7.
- Walter Deutsch: Das große Niederösterreichische Blasmusikbuch – Mit Ehrentafel der Niederösterreichischen Blasmusikkapellen. Verlag Christian Brandstätter, Wien 1982, 431 S.
- Paul Frank, Wilhelm Altmann: Kurzgefasstes Tonkünstler Lexikon : für Musiker und Freunde der Musik. Gustave Bosse, Regensburg 1936, 730 S.
- Fred K. Prieberg: Handbuch Deutsche Musiker 1933–1945. CD-ROM-Lexikon, Kiel 2009, 2. Auflage, S. 5507. online